# Seznam českých vítězek světových pohárů
Seznam českých vítězek světových pohárů – vítězek v celkovém hodnocení světových pohárů, které reprezentovaly Česko od roku 1993.

## Jednotlivkyně
| Světový pohár | Jméno               | Sport          | Disciplína             | Kategorie / Pozice   | Jednotlivé medaile |
| ------------- | ------------------- | -------------- | ---------------------- | -------------------- | ------------------ |
| SP 2015/16    | Gabriela Soukalová  | biatlon        | —                      | —                    | 5/5/4              |
| SP 2016/17    | Jarmila Machačová   | cyklistika     | dráhová cyklistika     | bodovací závod       |                    |
| SP 1997       | Irena Pavelková     | kanoistika     | vodní slalom           | K1                   |                    |
| SP 1998       | Štěpánka Hilgertová | kanoistika     | vodní slalom           | K1                   |                    |
| SP 2014       | Kateřina Hošková    | kanoistika     | vodní slalom           | C1                   |                    |
| SP 2006/07    | Martina Sáblíková   | rychlobruslení | 3 / 5 km               |                      | 3/0/2              |
| SP 2007/08    | Martina Sáblíková   | rychlobruslení | 3 / 5 km               |                      | 6/1/0              |
| SP 2008/09    | Martina Sáblíková   | rychlobruslení | 3 / 5 km               |                      | 4/2/0              |
| SP 2009/10    | Martina Sáblíková   | rychlobruslení | 3 / 5 km               |                      | 4/2/0              |
| SP 2010/11    | Martina Sáblíková   | rychlobruslení | 3 / 5 km               |                      | 3/2/0              |
| SP 2011/12    | Martina Sáblíková   | rychlobruslení | 3 / 5 km               |                      | 6/0/0              |
| SP 2012/13    | Martina Sáblíková   | rychlobruslení | 3 / 5 km               |                      | 2/2/1              |
| SP 2013/14    | Martina Sáblíková   | rychlobruslení | 3 / 5 km               |                      | 3/2/0              |
| SP 2014/15    | Martina Sáblíková   | rychlobruslení | 3 / 5 km               |                      | 3/2/1              |
| SP 2015/16    | Martina Sáblíková   | rychlobruslení | 3 / 5 km               |                      | 5/0/0              |
| SP 2016/17    | Martina Sáblíková   | rychlobruslení | 3 / 5 km               |                      | 5/1/0              |
| SP 2013/14    | Šárka Pančochová    | snowboarding   | freestylové disciplíny |                      |                    |
| SP 2015/16    | Ester Ledecká       | snowboarding   | paralelní disciplíny   |                      |                    |
| SP 2016/17    | Ester Ledecká       | snowboarding   | alpský snowboarding    | paralelní disciplíny |                    |
| SP 2002       | Miroslava Knapková  | veslování      | skif                   |                      |                    |
| SP 2009       | Miroslava Knapková  | veslování      | skif                   |                      |                    |

## Družstva a štafety
| Světový pohár | Jméno                                                                 | Sport   | Disciplína | Kategorie / Pozice | Jednotlivé medaile |
| ------------- | --------------------------------------------------------------------- | ------- | ---------- | ------------------ | ------------------ |
| SP 2014/15    | Eva Puskarčíková, Jitka Landová, Veronika Vítková                     | biatlon |            | štafeta 4x6 km     | 2/1/1              |
| SP 2014/15    | Gabriela Soukalová, Eva Puskarčíková, Jitka Landová, Veronika Vítková | biatlon |            | štafeta 4x6 km     | 2/1/1              |
| SP 2014/15    | Jitka Landová, Eva Puskarčíková, Gabriela Soukalová, Veronika Vítková | biatlon |            | štafeta 4x6 km     | 2/1/1              |
| SP 2014/15    | Veronika Vítková, Eva Puskarčíková, Gabriela Soukalová, Jitka Landová | biatlon |            | štafeta 4x6 km     | 2/1/1              |

## Přehled vítězství podle sportů
| Sport            | Ženy | Odkazy |
| ---------------- | ---- | ------ |
| Biatlon          | 2    |        |
| Cyklistika       | +    |        |
| Kanoistika       | +    |        |
| Rychlobruslení   | +    |        |
| Snowboarding     | +    |        |
| Sportovní lezení | 0    |        |
| Veslování        | +    |        |